# Microchilo acroperalis
Microchilo acroperalis là một loài bướm đêm trong họ Crambidae.

## Hình ảnh

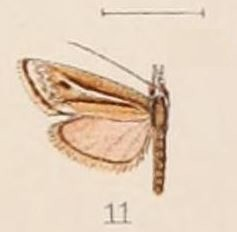